# سیارک ۱۰۳۶۹
سیارک ۱۰۳۶۹ (به انگلیسی: 10369 Sinden، نامگذاری:1995CE2) ده هزار و سیصد و شصت و نهمین سیارک کشف شده‌است که در ۸ فوریه ۱۹۹۵ کشف شد.
قدر مطلق سیارک برابر ۳۵٫۴ است.